# Openbaar Vervoer Terminal Breda

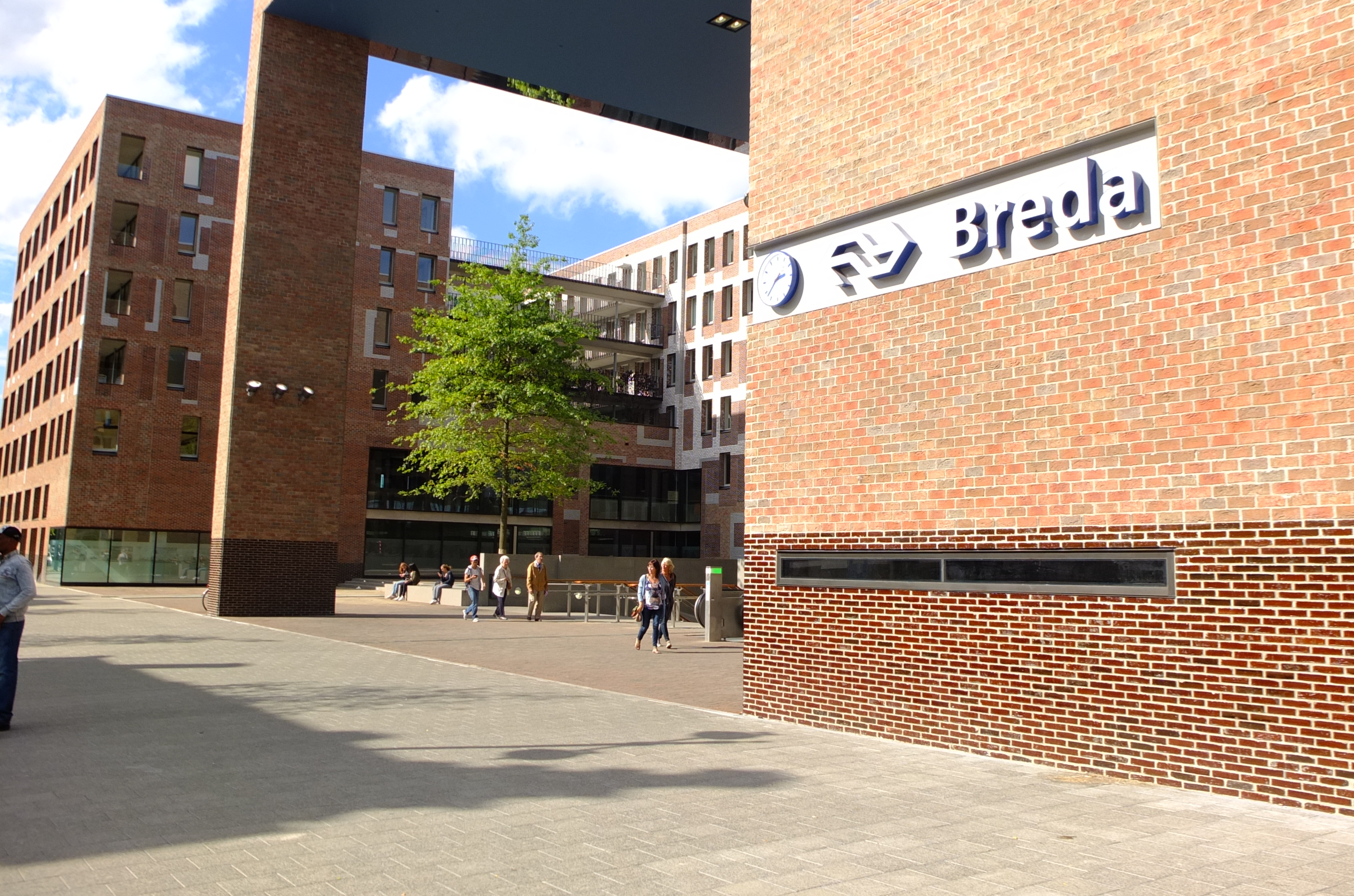
Openbaar Vervoer Terminal Breda

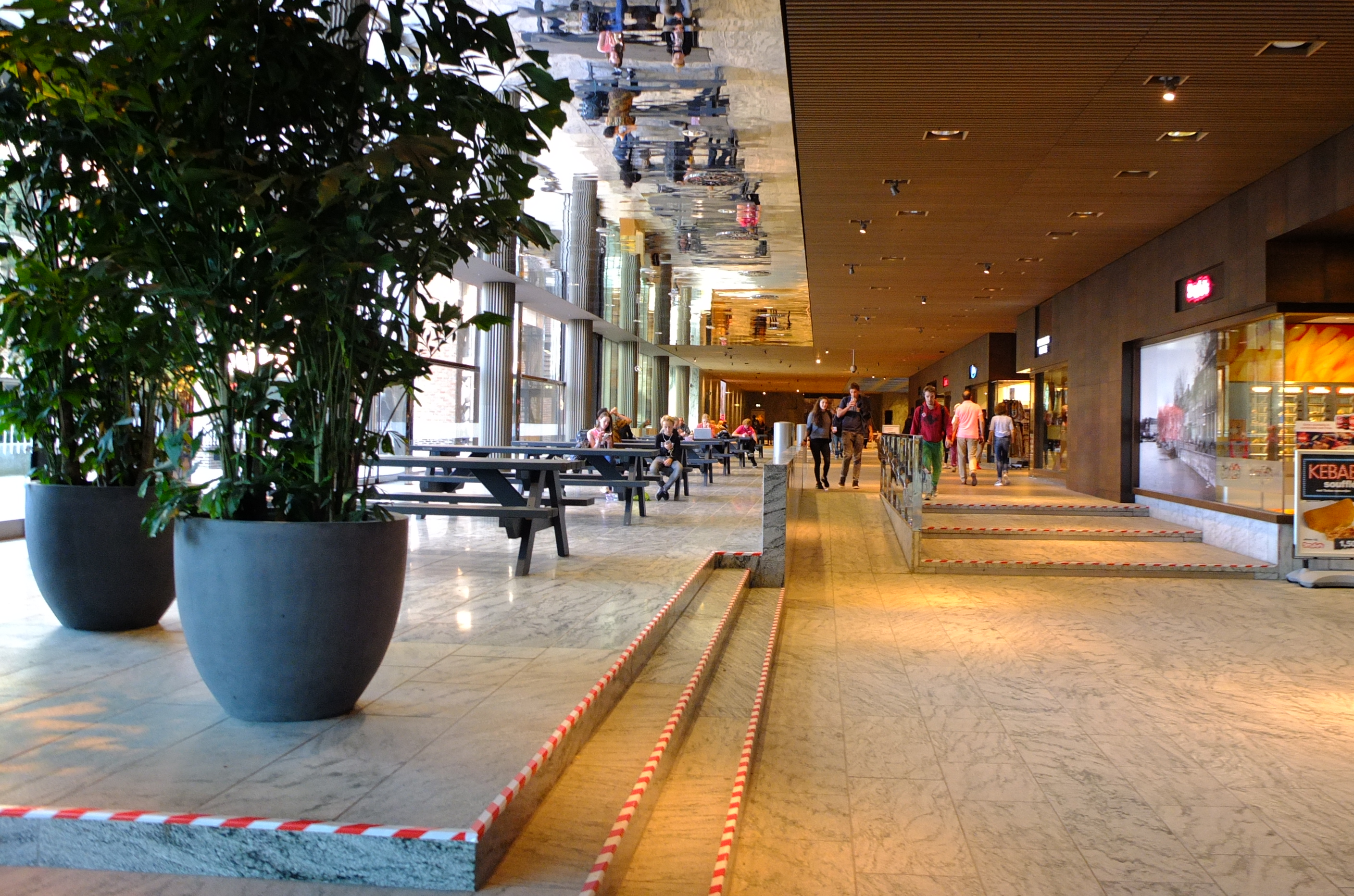
interieur van de OV Terminal

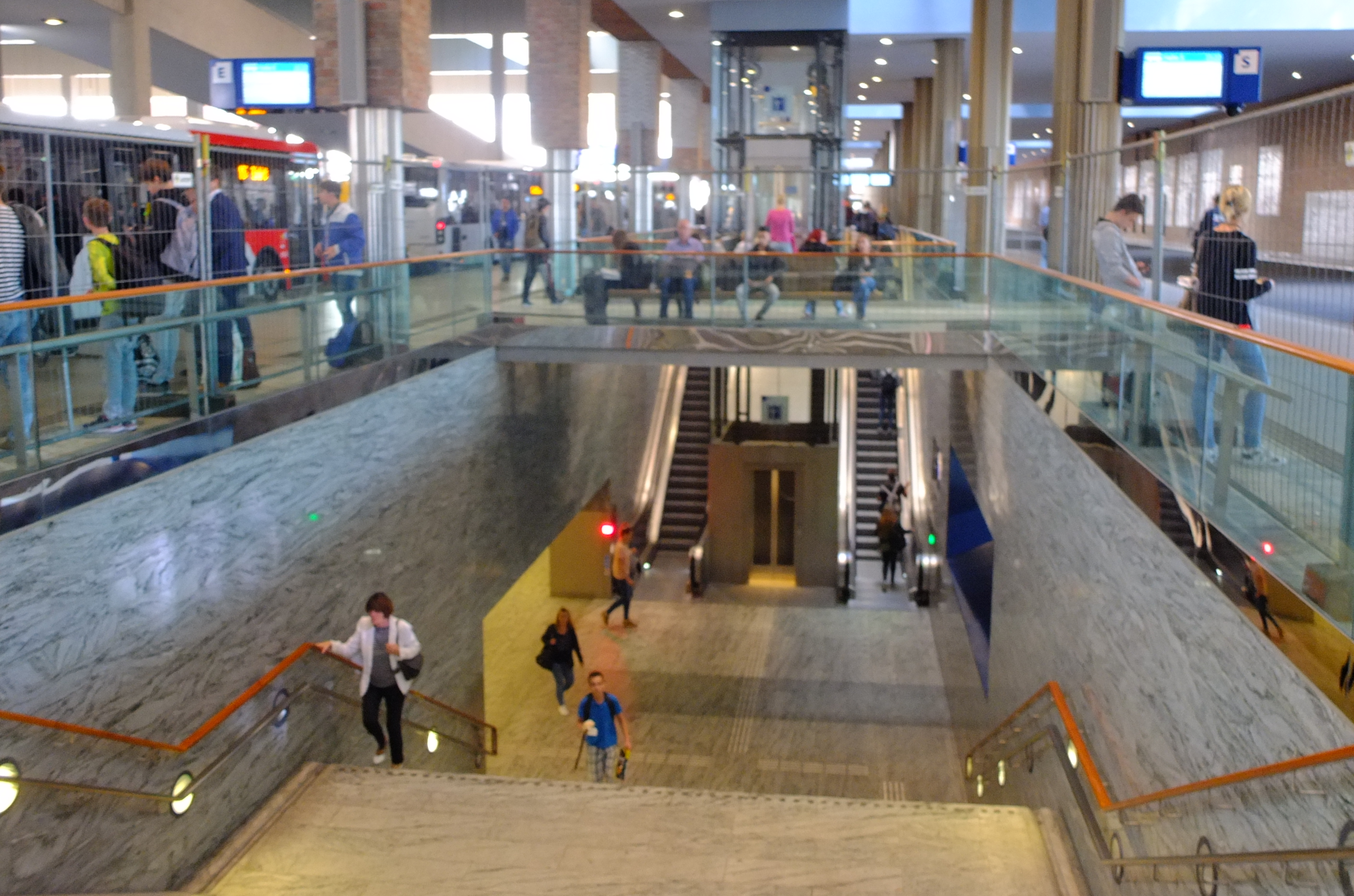
Busstation

Openbaar Vervoer Terminal Breda is een bouwwerk in Breda bij Station Breda in de binnenstad van Breda. Het werd gebouwd tussen 2012 en 2016 en geopend in september 2016. Het gebouw is de laureaat 2017 van de prijs BNA Beste Gebouw van het Jaar.
De Openbaar Vervoer Terminal is een onderdeel van het plan CrossMark Breda dat gerealiseerd wordt rond het Stationskwartier met het oog op de aansluiting van Breda op de HSL. Hierdoor is er een verbinding van Amsterdam via Breda naar Antwerpen en Brussel.
De architect is Van Velsen. Het is een openbaar gebouw waar alle vormen van openbaar vervoer samenkomen. Het stationscomplex is ongeveer 280 meter breed, 180 meter diep en is ongeveer 20 meter hoog.
De stationshal is circa 100 meter bij 30 meter met een hoogte van 5 meter. Hier zijn commerciële ruimten gevestigd en is de (rol)trap naar het busperron. De stationshal sluit weer aan op de passage. Er is een parkeerdak met 700 parkeerplaatsen.
De perronhal bestaat uit een gedeelte voor de trein met drie perrons en een gedeelte voor de bussen met een perron dat plaats biedt aan ongeveer twintig bussen. Tussen treinperrons en busperron zijn de hellingbanen voor auto's zichtbaar die naar het parkeerdak gaan.

## Pleinen
Aan de zuidzijde komt een plein dat in de zichtlijn van de Willemstraat (centrumzijde) ligt. Op het plein komen twee terrassen, de onbewaakte fietsenstalling, een tuin en een grote trappartij die de entree vormt naar de ondergrondse passage.
Aan de noordzijde komt een plein dat aan de noordzijde aansluit op de wijk Belcrum. Aan beide pleinen komen woningen.